# Neue Demokratie (Nordmazedonien)
Die Neue Demokratie (albanisch Demokracia e Re, kurz DR, mazedonisch Нова Демократија, Nova Demokratija) ist eine politische Partei in Nordmazedonien. Sie wurde 2008 von ehemaligen Anhängern der Albanischen Demokratischen Partei gegründet und hielt bis zur nächsten Parlamentswahl im Juni 2011 vier Parlamentssitze inne, bei welchen sie jedoch alle verlor.

## Ideologie
Die Partei vertritt in erster Linie die Minderheitenrechte der albanischen Bevölkerung in der Republik Nordmazedonien. Darüber hinaus hat sie viele weitere eher demokratisch-konservative Ansichten. So ist sie unter anderem für einen Beitritt Nordmazedoniens in die NATO und in die Europäische Union. Sie sieht die Vereinigten Staaten als strategisch wichtigen Partner, mit welchen Nordmazedonien gute Beziehungen pflegen sollte. In der "Albaner-Frage" Nordmazedoniens sieht sie das Rahmenabkommen von Ohrid als Basis für eine Gleichstellung der albanischen Minderheit mit der (slawisch-)mazedonischen Mehrheit. Neben der Wahrung der Rechte der Albaner in Nordmazedonien steht sie auch für die Schaffung eines multiethnischen Staates, ohne Vormachtstellung der Mazedonier oder sonst einer anderen Volksgruppe. Sie steht auch für eine völlige Änderung der Nationalsymbole wie Fahne, Hymne u. ä., da diese den multikulturellen Charakter des zentralbalkanischen Landes nicht wiedergäben.

## Organisation
Parteivorsitzender war seit der Gründung Imer Selmani. Er trat jedoch nach der Parlamentswahl im Juni 2011 zurück. Stellvertretende Vorsitzende sind Flora Kadriu, Mirjana Sejdini, Abedin Zymberi und Xhever Ymeri. Die DR besaß seit ihrer Teilung von der Albanischen Demokratischen Partei vier Sitze im Parlament, welche von Imer Selmani, Flora Kadriu, Abedin Zymberi und Sulejman Rushiti besetzt waren. Bei der Parlamentswahl am 5. Juni 2011 war das Resultat für die DR jedoch niederschmetternd: sie konnte keinen einzigen Sitz gewinnen; nur 1,78 % der Wähler stimmten nämlich für die Neue Demokratie.
Der DR untersteht das "Forum der jungen Demokraten" (alb. Forumi i demokratëve të rinj). Sie stellt in Aračinovo (alb. Haraçin) ihren einzigen Bürgermeister in der Lokalregierung, nämlich Bastri Bajrami.

## Präsidentenwahlen 2010
Die DR nahm bei den Präsidentenwahlen 2010 im März mit ihrem Parteivorsitzenden Imer Selmani teil, der von sieben Kandidaten dritter wurde und insgesamt 145.379 Stimmen bekam (14,99 %).

## Politische Aktivitäten
Am 14. November 2010 organisierte die Partei vor dem Parlament Nordmazedoniens eine Protestbewegung gegen das Volkszählungsgesetz, das seit einiger Zeit bei vielen Parteien umstritten ist. Mit dem Haupt-Slogan Nuk regjistrohesh, nuk ekziston! (dt. "Wirst du nicht registriert, existierst du nicht!") verlief die Kundgebung vergleichsweise friedlich.
Zusammen mit den Sozialdemokraten und anderen kleineren Parteien boykottierte die Neue Demokratie am 30. Januar jegliche weitere Parlamentssitzung. Als Grund nannten sie, dass Ministerpräsident Nikola Gruevski seit einiger Zeit die Pressefreiheit im Land stark einschränke und dass er und seine Familie in Korruption vertieft seien. Der Boykott dauerte bis zur Parlamentswahl 2011 an, wo die DR nun keinen einzigen Sitz mehr innehat.

## Einzelbelege
1. ↑  Identiteti ynë dhe synimet tona. Ehemals im Original (nicht mehr online verfügbar); abgerufen am 23. Januar 2011. (Seite nicht mehr abrufbar. Suche in Webarchiven)  Info: Der Link wurde automatisch als defekt markiert. Bitte prüfe den Link gemäß Anleitung und entferne dann diesen Hinweis.
2. ↑  Kryetari Imer Selmani. Archiviert vom Original (nicht mehr online verfügbar) am 26. Januar 2011; abgerufen am 23. Januar 2011.  Info: Der Archivlink wurde automatisch eingesetzt und noch nicht geprüft. Bitte prüfe Original- und Archivlink gemäß Anleitung und entferne dann diesen Hinweis.
3. ↑  Debakli i DR-së: Imer Selmani jep dorëheqje. Yll Press, 7. Juni 2011, abgerufen am 20. Juni 2011 (albanisch).
4. ↑  Nënkryetarët. Ehemals im Original (nicht mehr online verfügbar); abgerufen am 23. Januar 2011. (Seite nicht mehr abrufbar. Suche in Webarchiven)  Info: Der Link wurde automatisch als defekt markiert. Bitte prüfe den Link gemäß Anleitung und entferne dann diesen Hinweis.
5. ↑  Grupi parlamentar. Archiviert vom Original (nicht mehr online verfügbar) am 27. Januar 2011; abgerufen am 23. Januar 2011.  Info: Der Archivlink wurde automatisch eingesetzt und noch nicht geprüft. Bitte prüfe Original- und Archivlink gemäß Anleitung und entferne dann diesen Hinweis.
6. ↑  Forumi i demokratëve të rinj. Ehemals im Original (nicht mehr online verfügbar); abgerufen am 23. Januar 2011. (Seite nicht mehr abrufbar. Suche in Webarchiven)  Info: Der Link wurde automatisch als defekt markiert. Bitte prüfe den Link gemäß Anleitung und entferne dann diesen Hinweis.
7. ↑  Komuna e Haraçinës. Ehemals im Original (nicht mehr online verfügbar); abgerufen am 23. Januar 2011. (Seite nicht mehr abrufbar. Suche in Webarchiven)  Info: Der Link wurde automatisch als defekt markiert. Bitte prüfe den Link gemäß Anleitung und entferne dann diesen Hinweis.
8. ↑  Macedonian Information Agency (MIA). Archiviert vom Original (nicht mehr online verfügbar) am 28. März 2009; abgerufen am 23. Januar 2011.  Info: Der Archivlink wurde automatisch eingesetzt und noch nicht geprüft. Bitte prüfe Original- und Archivlink gemäß Anleitung und entferne dann diesen Hinweis.
9. ↑  Imer Selmani për kryetar shteti! Ehemals im Original (nicht mehr online verfügbar); abgerufen am 23. Januar 2011. (Seite nicht mehr abrufbar. Suche in Webarchiven)  Info: Der Link wurde automatisch als defekt markiert. Bitte prüfe den Link gemäß Anleitung und entferne dann diesen Hinweis.
10. ↑  Videospoti nga protesta "Nuk regjistrohesh, nuk ekziston!" Archiviert vom Original (nicht mehr online verfügbar) am 25. Januar 2011; abgerufen am 23. Januar 2011.  Info: Der Archivlink wurde automatisch eingesetzt und noch nicht geprüft. Bitte prüfe Original- und Archivlink gemäß Anleitung und entferne dann diesen Hinweis.
11. ↑  Top Channel: Maqedoni, opozita bojkoton parlamentin. 30. Januar 2011, abgerufen am 31. Januar 2011 (albanisch).